# Barbucca diabolica
Barbucca diabolica е вид лъчеперка от семейство Barbuccidae.

## Разпространение
Видът е разпространен в Индонезия (Калимантан), Малайзия (Западна Малайзия) и Тайланд.